# 小坂駅
小坂駅（こさかえき）は、かつて秋田県鹿角郡小坂町小坂鉱山字古川にあった小坂製錬小坂線（通称小坂鉄道）の貨物駅である。

## 概要
地上駅。小坂鉄道の拠点となっていた駅で、駅構内には機関区、コンテナホーム1面1線、濃硫酸貯蔵タンクおよび濃硫酸荷役線があった。濃硫酸は小坂製錬所から貯蔵タンクまでパイプライン輸送され、タンク車に積み込まれた後、海上出荷設備がある秋田製錬飯島製錬所（秋田臨海鉄道秋田北港駅隣接）に輸送された。また、酒田港駅から苛性ソーダが輸送されることがあった。
1994年まで旅客営業を行っていたため、廃止時点まで単式ホーム1面1線と駅舎が残っていた。
かつては、駅から小坂製錬所までの構外側線があり、鉱石や硫酸などが輸送されていたが、1983年に廃止された。こちらの痕跡も小坂駅から精錬所までのところどころに今日でも残っている。
廃止後、駅施設を利用して「小坂鉄道レールパーク」がオープンした。

## 歴史
- 1909年（明治42年）5月7日：開業。
- 1910年（明治43年）12月11日：電信取扱所設置し電報取扱開始[1]。
- 1969年（昭和44年）8月1日：電報取扱廃止[2]。
- 1983年（昭和58年）12月1日：小坂製錬所への構外側線廃止。
- 1994年（平成6年）10月1日：旅客営業廃止。
- 1995年（平成7年）5月31日：車両引き渡しセレモニー挙行[3]。
- 2009年（平成21年）4月1日：廃駅。

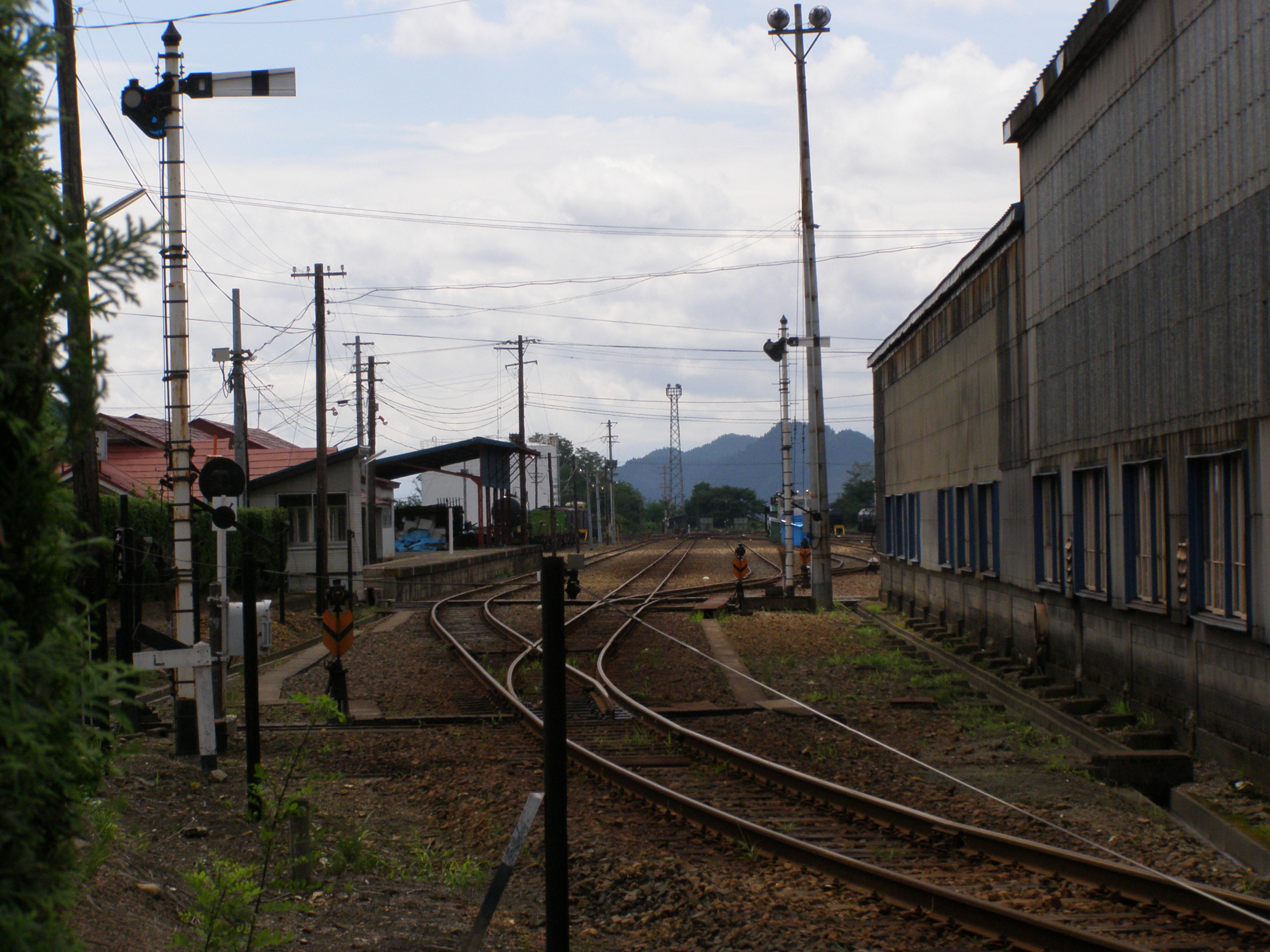
駅構内、左側に旧旅客ホームがある
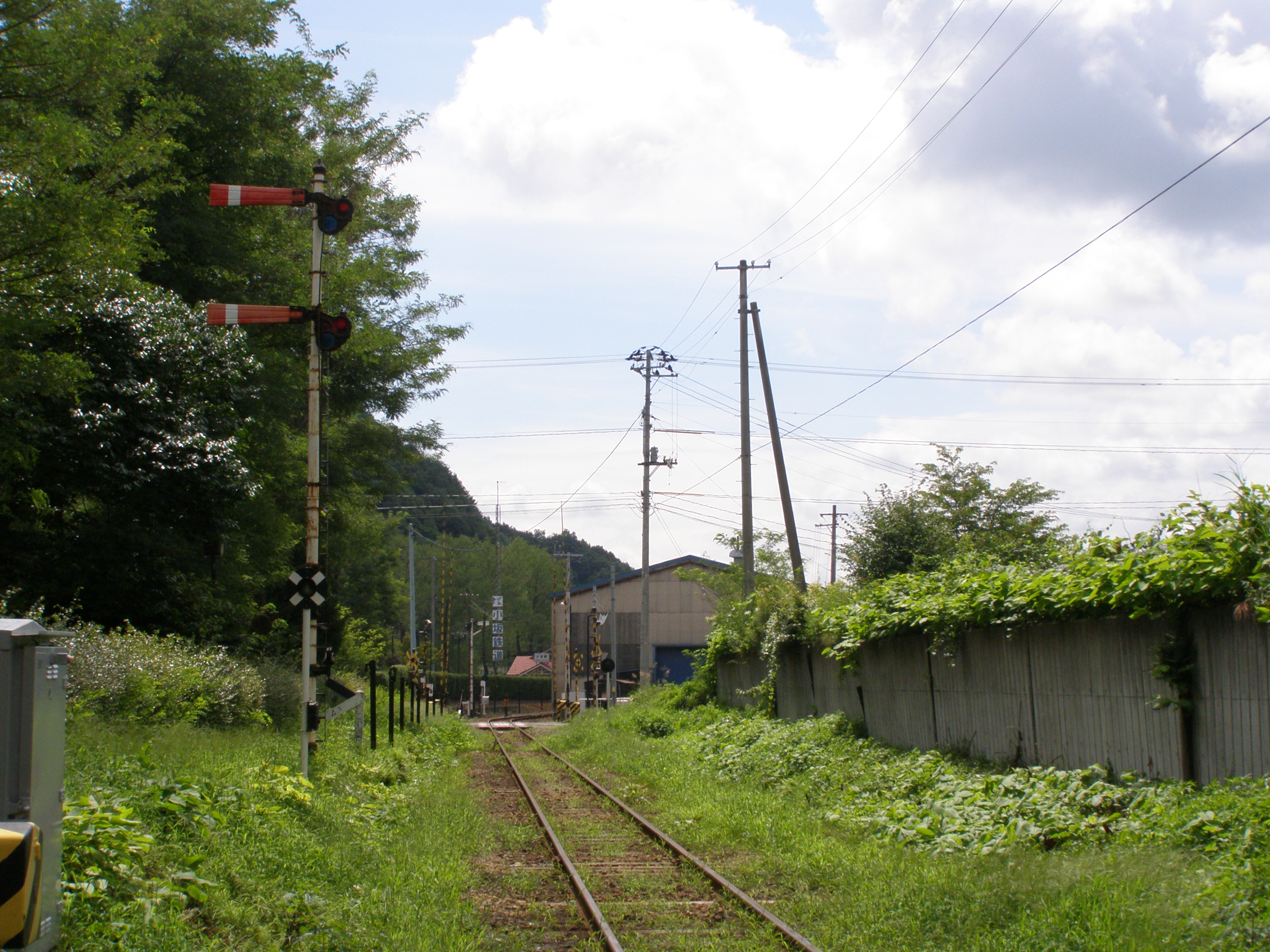
腕木式場内信号機

## 駅周辺
- 小坂町役場
- 小坂郵便局
- 国道282号

## 小坂鉄道レールパーク
廃止後、駅周辺の土地を地元の小坂町に賃貸し、車両や駅舎、施設等を無償譲渡する形で、2014年（平成26年）6月1日に鉄道保存展示施設「小坂鉄道レールパーク」としてオープンした。ディーゼル機関車については、構内で体験運転が可能となっている。同年11月21日、文部科学省の文化審議会は登録有形文化財の登録対象として、「小坂駅本屋とプラットホーム」および「小坂機関車庫」を答申し、官報告示後に正式に登録されることとなった。

### 保存車両
- DD130形ディーゼル機関車（DD131, DD132, DD133。動態保存） - 自社発注車
- DD13形ディーゼル機関車（DD13-552。動態保存）
- キ100形貨車（キ115。動態保存）
- TMC100形モーターカー（動態保存）
- TMC200形モーターカー（動態保存）
- R105形モーターカー（動態保存）
- 11号蒸気機関車（静態保存。軌間762 mm）
- ハ1貴賓客車（静態保存。軌間762 mm）
- トラ4000形貨車（トラ4002。静態保存）
- トキ15000形貨車（トキ15008。静態保存） - 自社発注車
- ホキ800形貨車（ホキ909。静態保存）
- JR東日本24系客車（オハネフ24 12, スロネ24 551, オハネ24 555, カニ24 511） - 宿泊施設「ブルートレインあけぼの」として利用可能

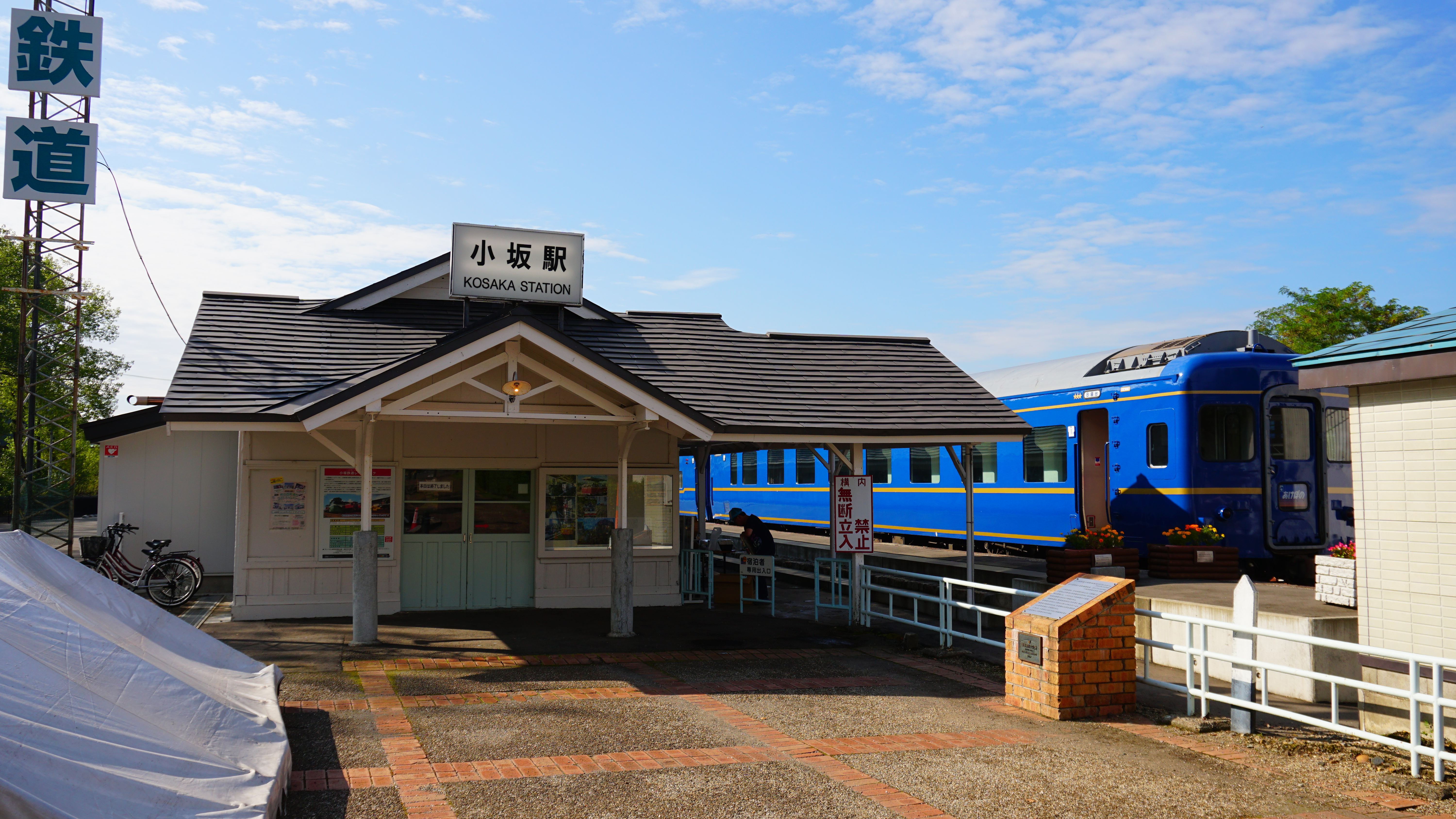
小坂鉄道レールパークとして使用される小坂駅旧駅舎
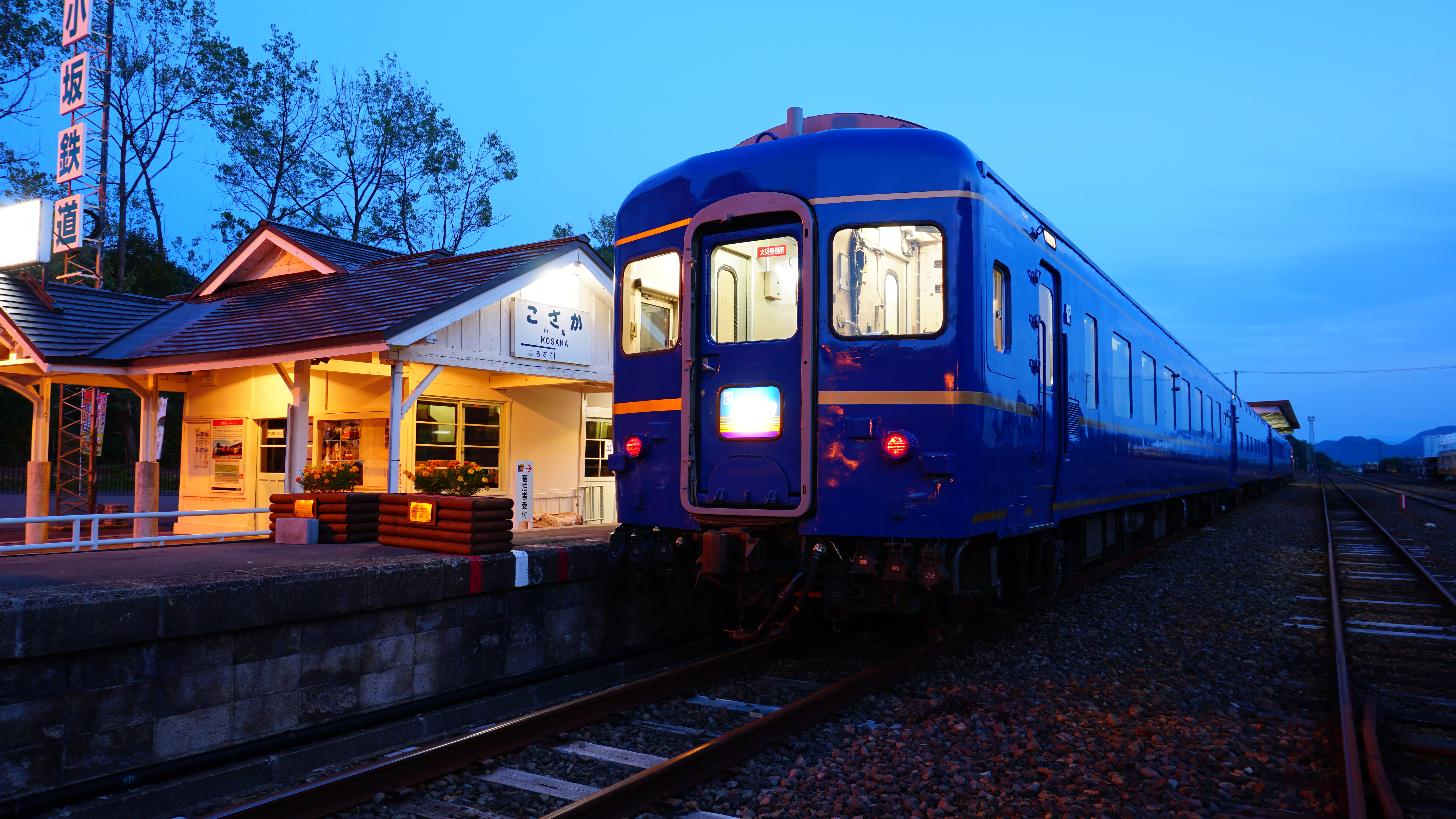
ブルートレインあけぼの
11号蒸気機関車
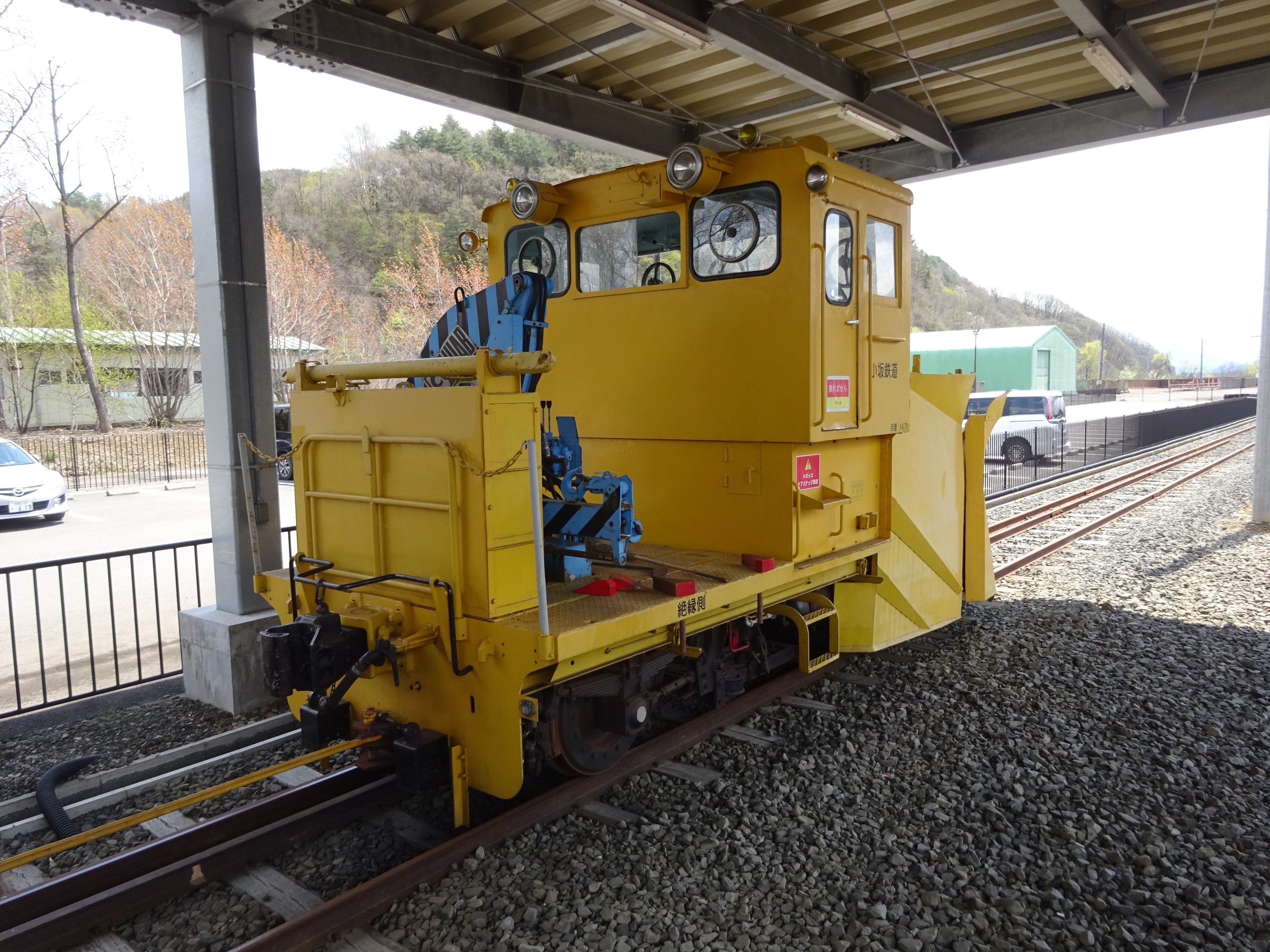
小坂鉄道のモーターカー
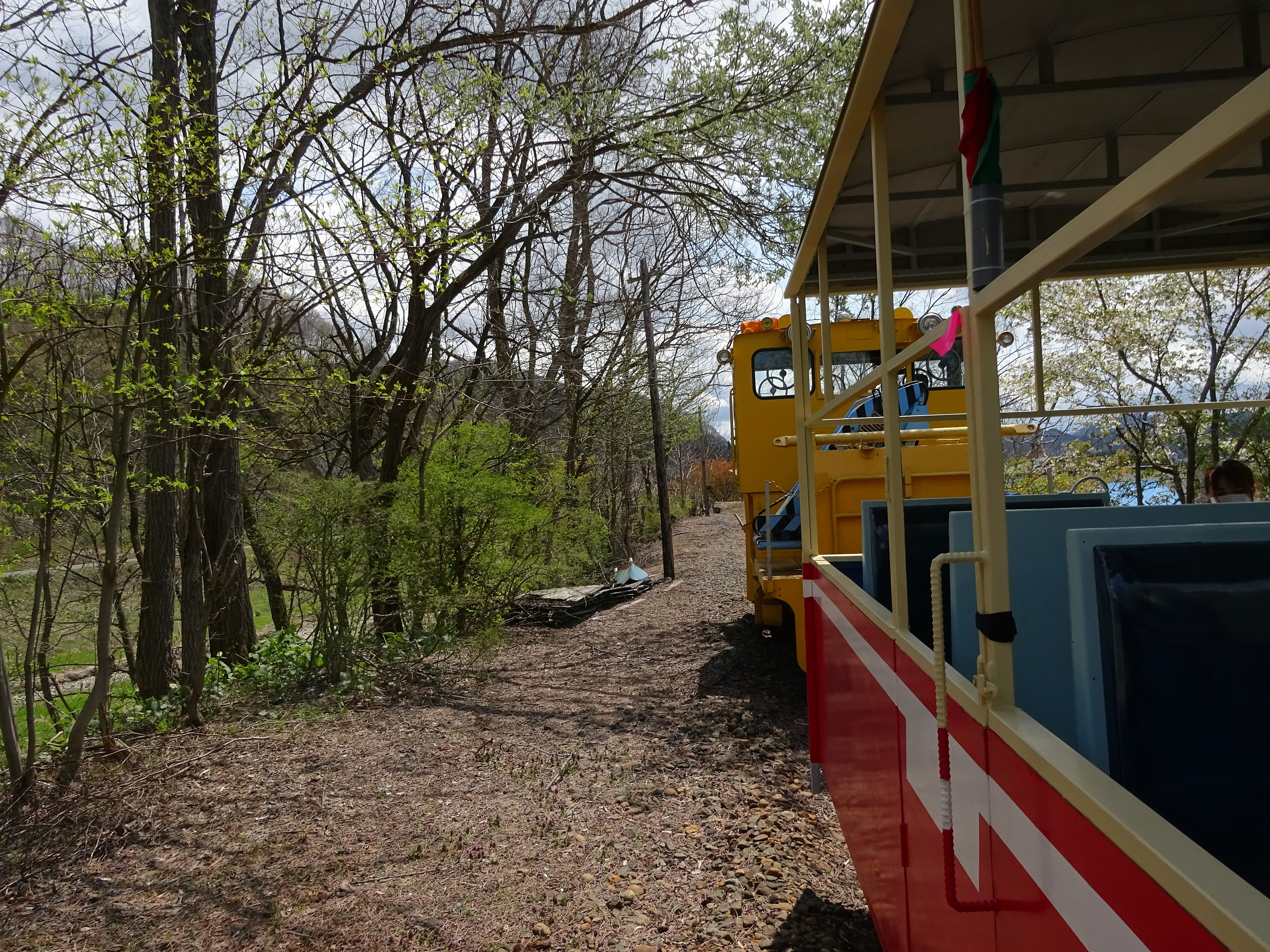
モーターカーで牽引されるトロッコ車両

## 隣の駅
小坂製錬
小坂線
古館駅 - 小坂駅